# Station Lędziny Lo
Station Lędziny Lo is een spoorwegstation in de Poolse plaats Lędziny.